# Mount Przywitowski
Mount Przywitowski är ett berg i Antarktis. Det ligger i den centrala delen av kontinenten. Nya Zeeland gör anspråk på området. Toppen på Mount Przywitowski är 2 770 meter över havet.
Terrängen runt Mount Przywitowski är huvudsakligen kuperad, men åt sydost är den platt. Trakten är obefolkad. Det finns inga samhällen i närheten. 